# Зигмунт Шмукер
Зигмунт Шмукер (пол. Zygmunt Schmucker; 1884, Ясси, Румунське королівство — 1942/1943) — польський архітектор єврейського походження, що працював у Львові. 

## Короткий життєпис
Народився у 1884 році у місті Ясси, Румунське королівство.
1902 року закінчив будівельний відділ Промислової школи у Чернівцях. Від 1913 року практикував як самостійний уповноважений архітектор у Львові. У 1919-1939 роках архітектурне бюро Шмукера містилося в будинку на вул. Ясній, 4 (нинішня вулиця Конопницької), а мешкав в будинку на вулиці Святого Миколая, 17, кв. 4 (нинішня вулиця Грушевського). Загинув під час окупації.

## Роботи у Львові

### Реалізовані
- Будинок Норберта Ґольда на вул. Конопницької, 10 (1912-1913; співавтор — Станіслав Ольшевський)[1][4].
- Будинок родини Кеффлерів на вулиці Лесі Українки, 13-15 з тильним фасадом на вулиці Гавришкевича, 4. Існував початковий проєкт Адольфа Піллера, який став за основу. Фасади повністю змінено[5] (1913-1914)[6].
- Будинок Марії Боґуш-Зелінської на вулиці Коновальця, 37 (1914)[7]. Скульптурне оздоблення, ймовірно, Едмунд Плішевський[8].
- Павільйон транспорту на Східних торгах у Львові (співавтор Авнер Бадіан). Не зберігся[9][10].
- Реконструкція будинку (кам'яниці Вінтерів) на вул. Січових Стрільців, 8 (1922)[10].
- Реконструкція автомобільної майстерні на подвір'ї будинку на вул. Коперника, 16 (1925)[10].
- Реконструкція будинку родини Парнасів на вул. Винниченка, 2 (1934)[10].
- Реконструкція кам'яниці Вікселів на вул. Руданського, 1 (1938)[11].
- Перебудова порталів першого поверху житлового будинку на площі Генерала Григоренка, 1а (1938)[12][10].

Галерея робіт Зигмунта Шмукера
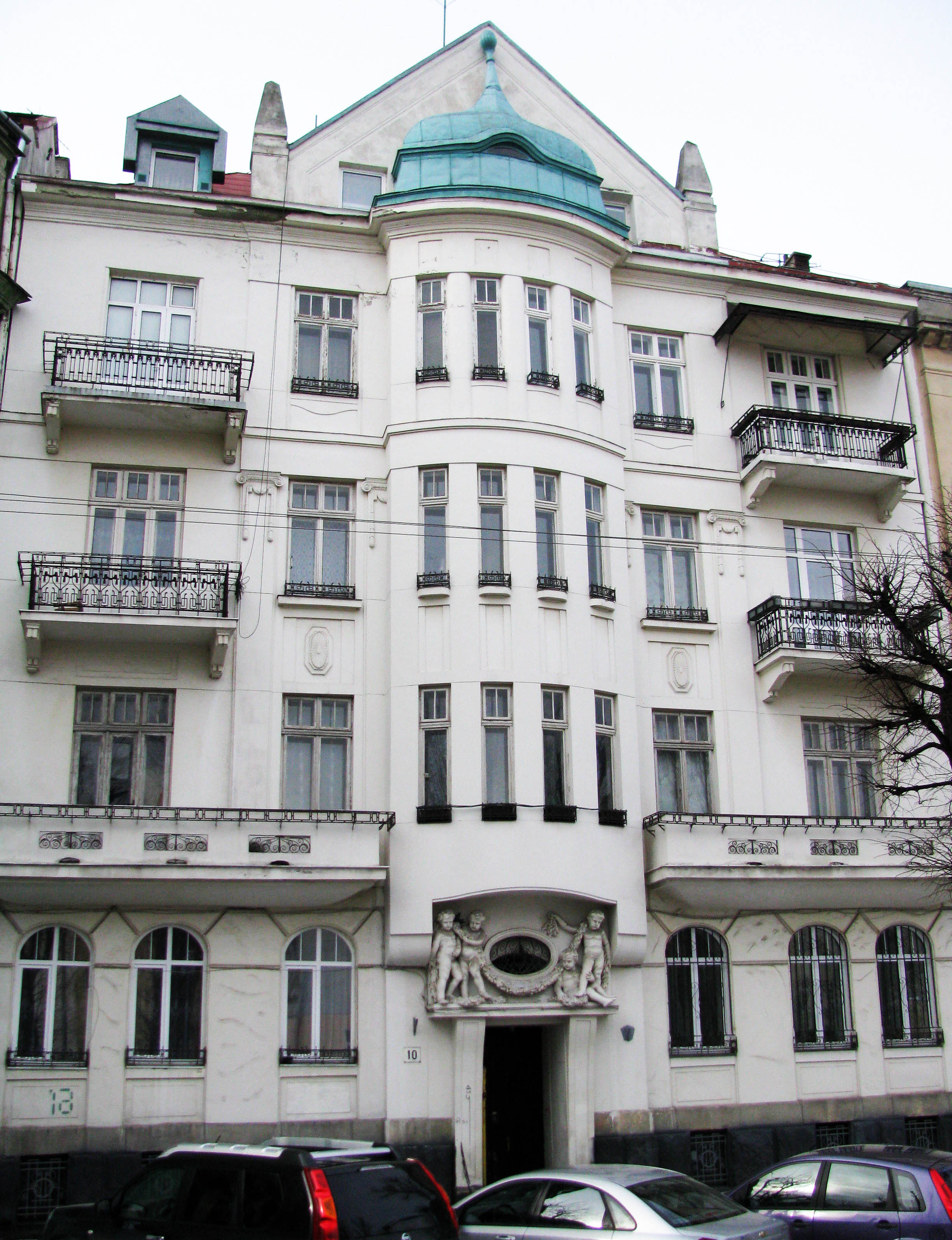
Будинок Норберта Ґольда (вул. Конопницької, 10)
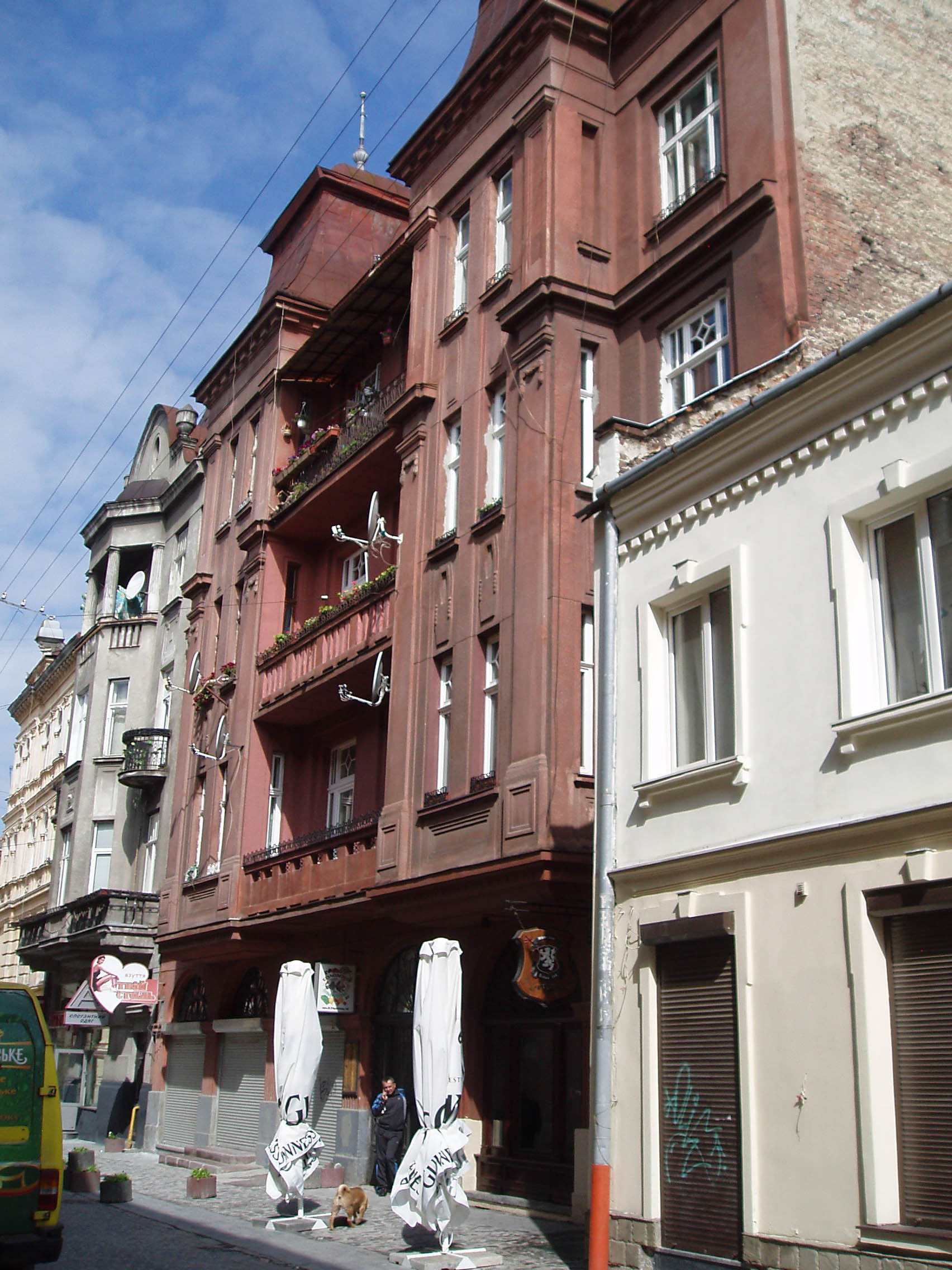
Будинок родини Кеффлерів (вул. Лесі Українки, 15)
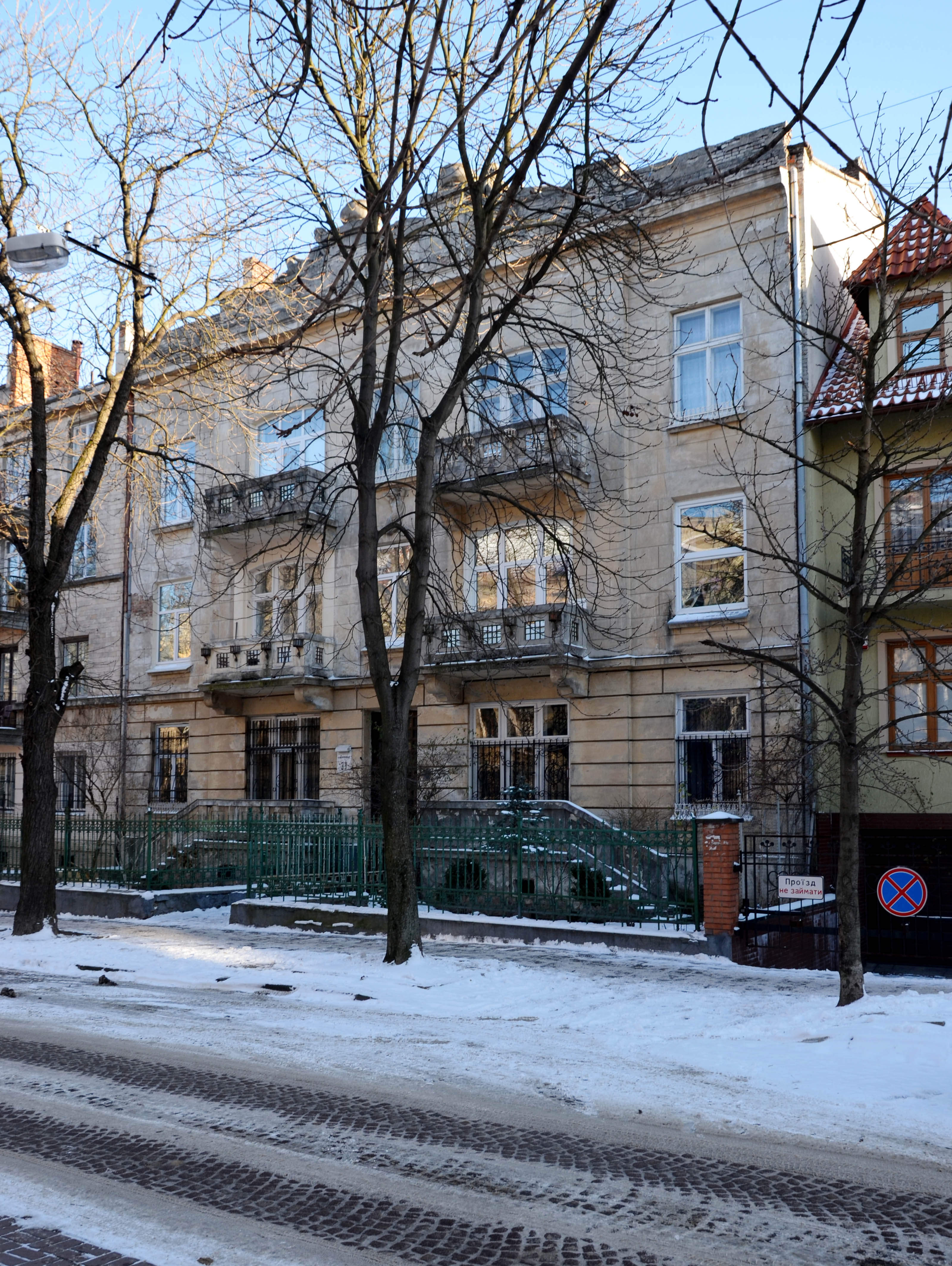
Будинок Марії Боґуш-Зелінської (вул. Коновальця, 37)
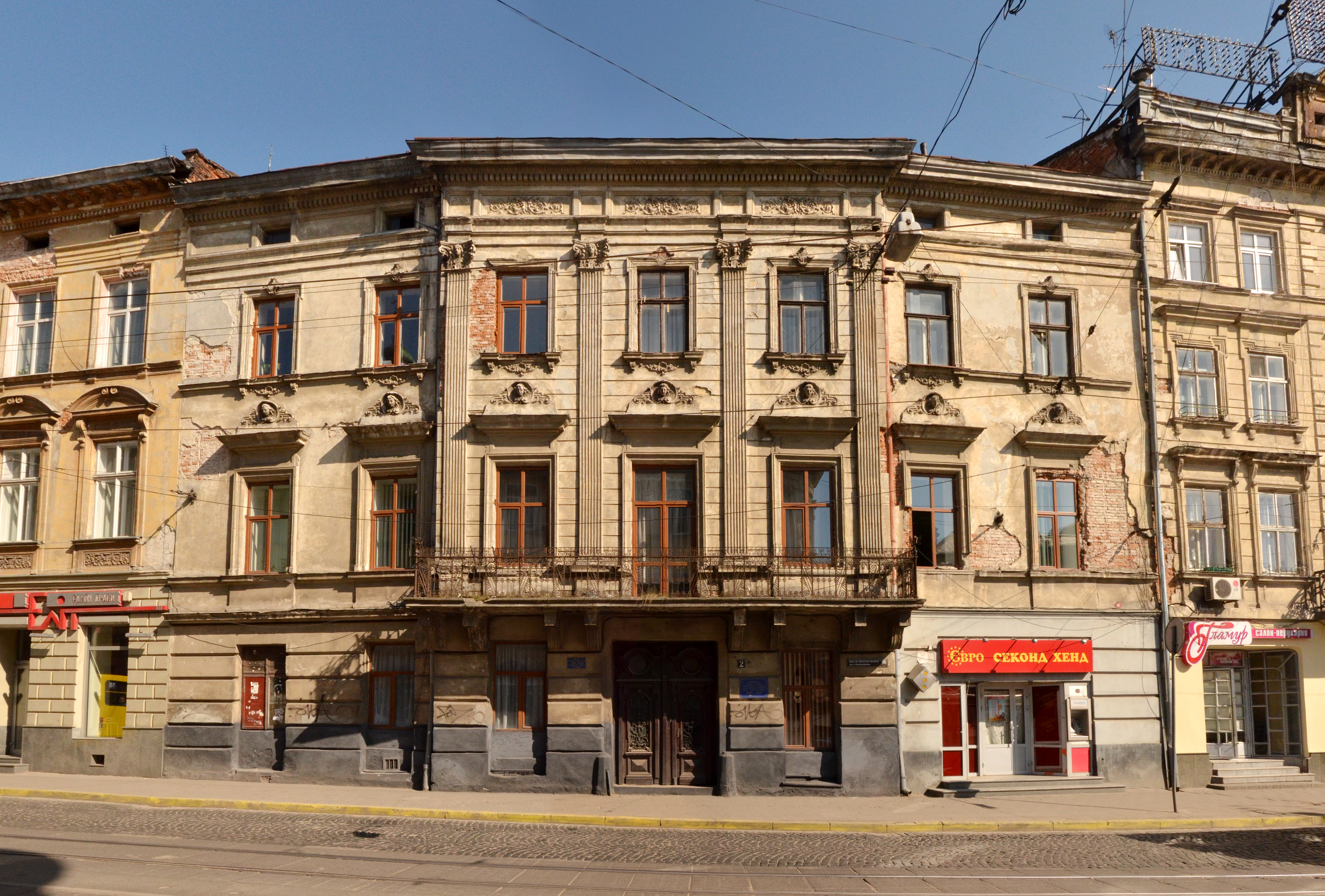
Будинок родини Парнасів (вул. Винниченка, 2)

### Не реалізовані
- Проєкт вілли Самуеля-Гірша Вайнвельда, спроєктована разом з навколишнім садом на вулиці Княжій, 9 (1912–1914)[13][10].
- Проєкт на влаштування балкону на третьому ярусі будівлі юдейського культурно-просвітницького товариства «Тарбут» на вул. Арсенальській, 3 (1921)[14].
- Проєкт перебудови готелю «Європейського» на площі Міцкевича, 4 (1934)[15][10].
- Проєкт житлового будинку на вулиці Київській, 12 (перед 1939)[16].